# Albert Town (Jamajka)
Albert Town – miasto na Jamajce wchodzące w skład regionu Trelawny. Według spisu ludności z 1991 roku miasto zamieszkiwało 3 389 osób. Według szacowanych danych na rok 2010 w miejscowości mieszka 3 336 osób.